# Розитис, Павилс
Павилс Розитис (латыш. Rozītis Pāvils, 19 ноября (1 декабря) 1889 года, Лиепская волость, (ныне Цесисский район) ‒ 20 февраля 1937 года, Рига) — латышский писатель, русский и латвийский переводчик.

## Биография
Окончил Народный университет им. А. Шанявского (1914).
В 1930‒1937 годах председатель общества культурного сближения с СССР. Редактор «Dienas Lapa».
Похоронен на Лесном кладбище.

## Литературная деятельность
Начал издаваться с 1909 года. Разработал жанр анекдотической новеллы. Опубликовал несколько сборников лирических стихов.
Сборники:
- «Портреты» (1922)
- «Пороги» (1925)
- «Узлы» (1933)

Романы:
- «Господин Цеплис» (1928, в рус. пер. — «Делец», 1932) — экранизирован в 1972 г.
- «Валмиерские ребята» (1936)

Сочинения:
- Raksti, sej. 1‒5, Riga, 1961‒62; в рус. пер. ‒ Почтмейстерша и другие рассказы, Рига, 1958.

Переводы:
- Роман Лонга «Дафнис и Хлоя» (1920)
- В. Короленко, «В дурном обществе» (1913)
- Н. Крашенинников, «Сказка любви» (1914)

Соавтор сценариев:
- Фильм «Aizsprosts» (1940) — соавтор сценария.